# Jezero (Plaški)
 Jezero  falu Horvátországban, Károlyváros megyében. Közigazgatásilag Plaškihoz tartozik.

## Fekvése
Károlyvárostól 49 km-re délnyugatra, Ogulintól 29 km-re délkeletre, községközpontjától 5 km-re délkeletre a Plaški-mezőn a 42-es főút mellett fekszik. Jezero településnek ez a korábban Ogulin nagyközséghez tartozó Jezero I. része, másik része Jezero II. Szluinhoz tartozott. A közigazgatási átszervezés után Jezero I. Plaškihoz, Jezero II. pedig Gornja Močila részeként Rakovica községhez került.

## Története
A 17. században betelepülő szerbek által alapított falu. 1857-ben 558, 1910-ben 609 lakosa volt. Trianonig Modrus-Fiume vármegye Ogulini járásához tartozott. A délszláv háború idején 1991 és 1995 között a Krajinai Szerb Köztársasághoz tartozott. A Vihar hadművelet során szerb lakosságának nagy része elmenekült, helyükre horvátok érkeztek. 2011-ben a falunak 77 lakosa volt.

## Lakosság
| Lakosság változása | Lakosság változása | Lakosság változása | Lakosság változása | Lakosság változása | Lakosság változása | Lakosság változása | Lakosság változása | Lakosság változása | Lakosság változása | Lakosság változása | Lakosság változása | Lakosság változása | Lakosság változása | Lakosság változása | Lakosság változása |
| ------------------ | ------------------ | ------------------ | ------------------ | ------------------ | ------------------ | ------------------ | ------------------ | ------------------ | ------------------ | ------------------ | ------------------ | ------------------ | ------------------ | ------------------ | ------------------ |
| 1857               | 1869               | 1880               | 1890               | 1900               | 1910               | 1921               | 1931               | 1948               | 1953               | 1961               | 1971               | 1981               | 1991               | 2001               | 2011               |
| 558                | 583                | 683                | 644                | 701                | 609                | 610                | 674                | 680                | 549                | 516                | 432                | 384                | 322                | 57                 | 77                 |